# Balastro (caminho de ferro)

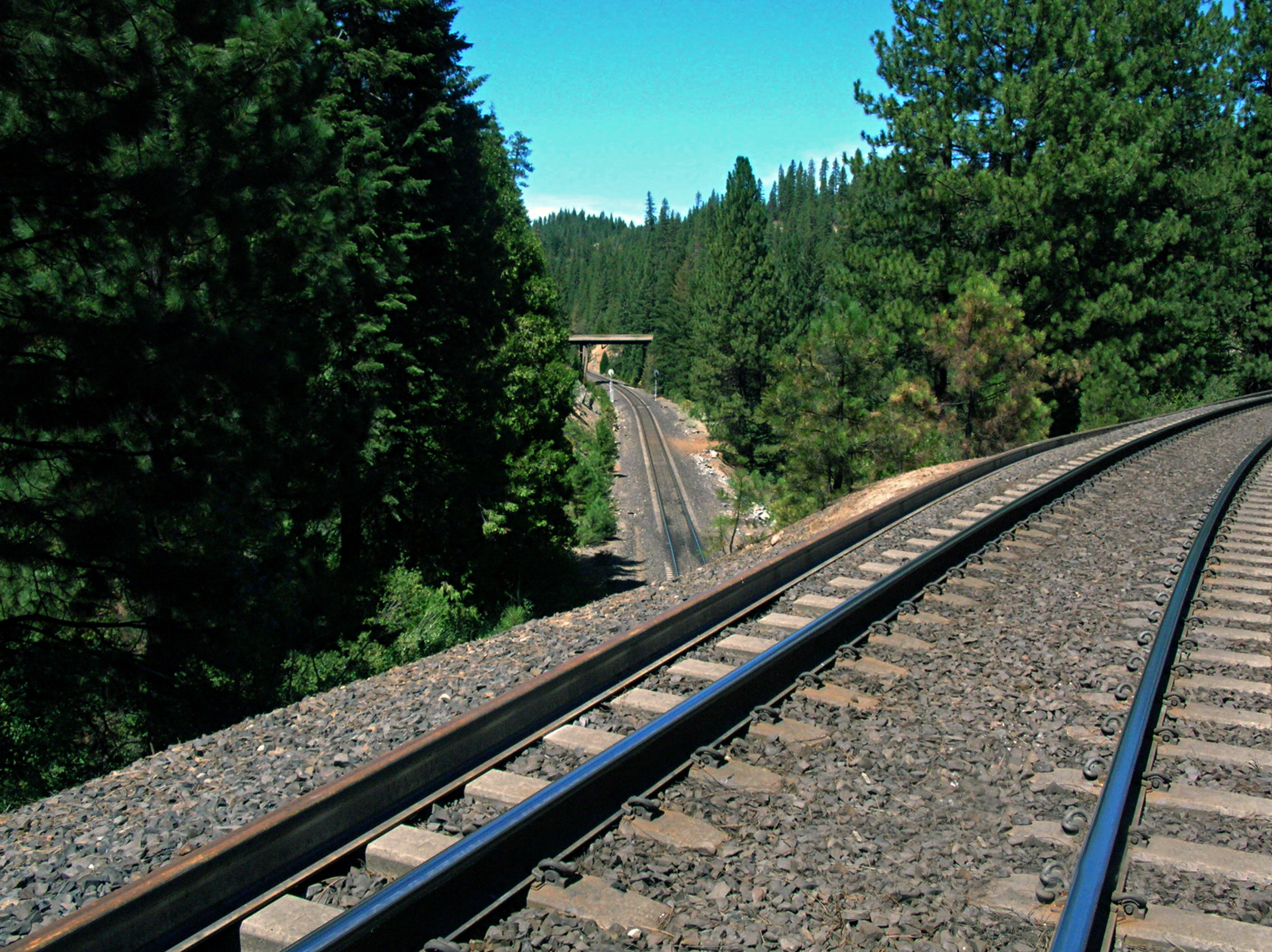
Via onde se pode ver o balastro de gravilha

O balastro (português europeu) ou lastro (português brasileiro) é a parte da via da estrada de ferro onde assentam os dormentes. Geralmente é composto por uma camada de pedras britadas sobre o terraplano. 
São usados como balastro os seguintes materiais:
- Terra: O mais barato, e também o pior. Atualmente seu uso foi abandonado.
- Areia: Pouco usada, pois seu pó causa desgaste dos componentes móveis, além de ser facilmente levada pela água.
- Cascalho: É ótimo e o mais utilizado material para Balastro/Lastro de vias secundárias. Para serem utilizadas em vias principais devem ser lavados e peneirados, para que sua pureza e granulometria se assemelhem as da pedra britada.
- Escórias: Provenientes da metalurgia, são utilizadas como balastro por serem relativamente baratas e terem qualidades suficientes para serem usadas. No Brasil são muito usadas próximo as usinas.
- Pedra Britada (gravilha): Considerado o melhor tipo de balastro, devem ser escolhidas pedras duras.

## Função
Esses fragmentos de rochas variadada devem ser derivados de materiais de elevada dureza e são dispostos de forma que sobre eles se assentam os dormentes. Sua função prioritária é dar estabilidade ao sistema e também facilitar a drenagem da via férrea. Em relação à estabilidade, seu objetivo é distribuir as cargas impostas ao solo de maneira uniforme, em uma superfície maior, para manter o trem adequadamente nos trilhos, minimizando a possibilidade de ocorrência de descarrilamentos.
Adicionalmente, essa camada rochosa diminui significativamente as vibrações causadas pelo deslocamento dos pesados equipamentos ferroviários gerando mais conforto aos passageiros e aos moradores das áreas próximas às ferrovias.
Um motivo secundário para a colocação de pedras rígidas como balastros consiste no fato de que elas são capazes de inibir o crescimento de vegetação eventualmente prejudicial ao deslocamento dos trens sobre os trilhos.